# Częszyce
Częszyce (deutsch Tschanschwitz, 1937–1945 Ohletal) ist ein Ort in der Stadt- und Landgemeinde Strzelin (Strehlen) im Powiat Strzeliński der Woiwodschaft Niederschlesien in Polen.

## Lage
Nachbarorte von Częszyce sind Chociwel (Kuschlau) im Südwesten, Krzepice (Krippitz) im Süden, Brożec (Brosewitz) im Norden, Zborowice (Spurwitz) im Osten. 

## Geschichte
„Xsenschitz“ wurde erstmals im Breslauer Zehntregister Liber fundationis episcopatus Vratislaviensis aus dem Jahr 1305 urkundlich erwähnt. Für das Jahr 1424 ist die Schreibweise „Czanschicz“ belegt. Der Ortsname lässt auf eine slawische Gründung schließen. Es gehörte zum Herzogtum Brieg, das bis 1675 von den Schlesischen Piasten regiert wurde und nach dem Tod der Herzogs Georg Wilhelm I. 1675 als erledigtes Lehen durch Heimfall an den böhmischen Landesherrn fiel.
1642 starb Johann Friedrich von Wentzky auf Petersheide, Ruppersdorf, Glambach, Mückendorf und Tschanschwitz. 1700 bzw. 1755 gehörte das Gut den Herren von Vippach. Nach dem Ersten Schlesischen Krieg fiel Tschanschwitz mit dem größten Teil Schlesiens 1741/42 an Preußen. 1813 kaufte Ernst Heinrich von Mechau Tschanschwitz, welches er 1830 seinen Geschwistern überließ. 1842 erwarb Christian Zirpel den Besitz für 70.000 Reichstaler. 1845 zählte das Dorf 42 Häuser, ein herrschaftliches Schloss, ein Vorwerk, 227 Einwohner (25 katholisch und der Rest evangelisch), evangelische Kirche zu Ruppersdorf, katholische Kirche zu Brosewitz, ein Schmied, ein Schneider und ein Höcker. Seit dem Übergang an Preußen gehörte Tschanschwitz bis 1945 zum Landkreis Strehlen. 1937 wurde es in Ohletal umbenannt.
Als Folge des Zweiten Weltkriegs fiel Ohletal mit dem größten Teil Schlesiens 1945 an Polen. Nachfolgend wurde es durch die polnische Administration in Częszyce umbenannt. Die Einwohner wurden – soweit sie nicht vorher geflohen waren – größtenteils vertrieben. Die neu angesiedelten Bewohner stammten teilweise aus Ostpolen, das an die Sowjetunion gefallen war.

## Sehenswürdigkeiten
- Das Schloss Tschanschwitz wurde nach Kriegsende 1945 zerstört.
- Kriegerdenkmal